# Бровки (Днепропетровская область)
Бровки (укр. Бровки) — село, Добровольский сельский совет,
Васильковский район, Днепропетровская область, Украина.
Код КОАТУУ — 1220784402. Население по переписи 2022 года составляло 20 человек.

## Географическое положение
Село Бровки находится в 2-х км от левого берега реки Чаплина,
на расстоянии в 2 км от села Медичное, 5 км от села Гришаи.
По селу протекает пересыхающий ручей с запрудой, есть два пруда.